# Equitazione ai Giochi della XV Olimpiade - Dressage a squadre
La competizione del dressage a squadre di equitazione dai Giochi della XV Olimpiade si è svolta i giorni 28 e 29 luglio 1952 al Ruskeasuo Sports Park, Helsinki.

## Classifica finale
La classifica finale era determinata sommando i punteggi dei tre cavalieri di ogni nazione della prova individuale.
| Pos. | Nazione          | Binomio                      | Binomio             | Risultato individuale | Risultato Totale |
| Pos. | Nazione          | Cavaliere                    | Cavallo             | Risultato individuale | Risultato Totale |
| ---- | ---------------- | ---------------------------- | ------------------- | --------------------- | ---------------- |
| 1    | Svezia           | Henri Saint Cyr              | Master Rufus        | 561,00                | 1597,50          |
| 1    | Svezia           | Gustaf Adolf Boltenstern Jr. | Krest               | 531,00                | 1597,50          |
| 1    | Svezia           | Gehnäll Persson              | Knaust              | 505,50                | 1597,50          |
| 2    | Svizzera         | Gottfried Trachsel           | Kursus              | 531,00                | 1579,00          |
| 2    | Svizzera         | Henri Chammartin             | Wöhler              | 529,50                | 1579,00          |
| 2    | Svizzera         | Gustav Fischer               | Soliman             | 518,50                | 1579,00          |
| 3    | Germania         | Heinrich Pollay              | Adular              | 518,50                | 1501,00          |
| 3    | Germania         | Ida von Nagel                | Afrika              | 503,00                | 1501,00          |
| 3    | Germania         | Fritz Thiedemann             | Chronist            | 479,50                | 1501,00          |
| 4    | Francia          | André Jousseaume             | Harpagon            | 541,00                | 1423,50          |
| 4    | Francia          | Jean Peitevin de Saint André | Vol au Vent         | 479,00                | 1423,50          |
| 4    | Francia          | Jean Saint-Fort Paillard     | Tapir               | 403,50                | 1423,50          |
| 5    | Cile             | José Larraín                 | Rey de Oros         | 473,50                | 1340,50          |
| 5    | Cile             | Héctor Clavel                | Frontalera          | 452,00                | 1340,50          |
| 5    | Cile             | Ernesto Silva                | Viarregio           | 415,00                | 1340,50          |
| 6    | Stati Uniti      | Robert Borg                  | Bill Biddle         | 492,00                | 1253,50          |
| 6    | Stati Uniti      | Marjorie Haines              | The Flying Dutchman | 446,00                | 1253,50          |
| 6    | Stati Uniti      | Hartmann Pauly               | Reno Overdo         | 315,50                | 1253,50          |
| 7    | Unione Sovietica | Vladimir Raspopov            | Imeninnik           | 433,50                | 1205,50          |
| 7    | Unione Sovietica | Vasily Tikhonov              | Pevec               | 395,00                | 1205,50          |
| 7    | Unione Sovietica | Nikolay Sitko                | Cesar               | 377,00                | 1205,50          |
| 8    | Portogallo       | António Malheiro             | Napeiro             | 428,50                | 1196,50          |
| 8    | Portogallo       | Francisco Valadas Júnior     | Feitico             | 422,00                | 1196,50          |
| 8    | Portogallo       | Fernando Paes                | Matamas             | 346,00                | 1196,50          |